# 伏完
伏完（2世纪—209年），表字不詳，東漢琅邪東武人。西漢伏生之後、大司徒伏湛的六世孫。漢獻帝伏皇后之父。

## 生平
伏完出身經學世家伏氏，沉深有大度，承襲不其侯爵位，並娶漢桓帝女陽安公主刘华為妻，官拜侍中。興平二年（195年），伏完与盈所生的女儿伏壽為漢獻帝劉協立為皇后，遷任為執金吾。
建安元年（196年），曹操迎獻帝，伏完官拜輔國將軍，儀比三司。漢獻帝遷許都後，曹操自任司空，大權在握並獨攬朝政，伏完於是奉上印綬，改拜中散大夫，後又遷任屯騎校尉。建安五年（200年），董承等人圖謀誅殺曹操失敗被殺，伏皇后曾寫信給父親伏完，要求伏完謀誅曹操，但伏完不敢。据《献帝春秋》，伏完还把信给妻樊氏（未知是伏完原配或继室，或即伏后母盈）弟樊普看，被樊普封存告知曹操。
建安十四年（209年）伏完逝世，由兒子伏典嗣侯。建安十九年（214年），伏皇后當日的圖謀泄露，伏皇后被廢殺，其宗族百餘人亦被殺。伏皇后母亲盈等十九人徙涿郡。

## 子孙
- 伏典，嗣侯。
- 伏德，为伏皇后兄。在汉献帝从长安逃亡到洛阳时，伏德扶着妹妹伏皇后，一手持十匹绢。建安十九年（214年）伏皇后被廢殺，伏德、宗族因之丧命者百余人。
- 伏雅
- 伏壽，皇后。
- 伏均
- 伏尊
- 伏朗
  - 伏俨，伏完孙[來源請求][4]

## 三國演義的改編
羅貫中《三國演義》第六十六回「關雲長單刀赴會，伏皇后為國捐生」中，記述因曹操無禮專橫，伏皇后修書由穆順轉交伏完，密謀聯合孫權、劉備為外應，除掉曹操。後曹操在穆順髮中搜得伏完回信，令華歆、郗慮將伏皇后、伏完及其族人全數殺盡。

## 備註
1. ↑  嚴衍資治通鑑補：｢伏氏自伏生至完，歷十五世。｣
2. ↑  《皇后紀》云七世孫、但據《伏湛傳》所述之世系應為六世孫。
3. ↑  《通典》卷67〈皇后敬父母〉載“後漢獻帝皇后父、屯騎校尉不其亭侯伏完朝賀公庭”，疑是亭侯。
4. ↑  《建立伏博士始末》世系考只云伏儼為伏生十七世孫，沒有為伏完孫之記載。